# 2003 LA7
2003 LA7 とは、海王星と軌道共鳴している太陽系外縁天体の1つ。

## 軌道の性質

海王星との1:4の軌道共鳴。

2003 LA7 の軌道長半径は76AUであり、公転周期は656年から660年である。これは海王星との1:4の軌道共鳴に相当する。実際、2003 LA7 は軌道共鳴していると確認されている中では、最も周期の長い共鳴外縁天体である。また、共鳴外縁天体の中では知られている限り唯一の1:4の軌道共鳴関係である。なお、これより更に長い、1:5の軌道共鳴の候補として 2003 YQ179 があるが、これはまだ未確定である。
2003 LA7 の軌道離心率は0.52とかなり大きく、近日点距離は35.9AU、遠日点距離は115AUに達する。前回は1384年頃に近日点に達しており、次回は2042年1月1日から1月19日の間に近日点に達すると推定されている。軌道傾斜角は5.64度と小さい。

## 物理的性質
2003 LA7 の絶対等級は6.5と推定されている。アルベドを0.09と仮定すると、直径は221kmとなる。同じアルベドで、表面温度は近日点で-228℃、遠日点で-248℃になると計算される。また、平均密度を2.0g/cm3と仮定すれば、質量は1.13×1019kgとなる。